# Czarnków
Czarnków é um município da Polônia, na voivodia da Grande Polônia e no condado de Czarnków-Trzcianka. Estende-se por uma área de 10,04 km², com 10 974 habitantes, segundo os censos de 2016, com uma densidade de 1093,0 hab/km².